# AaB Floorball Klub
AaB Floorball Klub er en dansk floorballklub fra Aalborg stiftet i 1996 og er en del af Aalborg Boldspilklub. 
Bedste resultater:  
Dameholdet (liga):
- 5 x DM sølv
- 4 x DM Bronze
- 1 x Guld i Pokalturneringen

Herreholdet (liga):
- 2 x DM bronze

Junior:
- U20 1 x DM Bronze (holdfællesskab med Strandby/Elling)
- U19 1 x DM Bronze
- U17 1 x DM Sølv

Herre 2:
- 2 x DM sølv for 2. division